# Synischia levidensis
Synischia levidensis is een pissebed uit de familie Idoteidae. De wetenschappelijke naam van de soort is voor het eerst geldig gepubliceerd in 1924 door Hale.